# Giovanni Giani
Giovanni Giani (Torino, 11 gennaio 1866 – Torino, 14 dicembre 1936) è stato un pittore, medaglista e incisore italiano.

## Biografia
Giovanni Giani è figlio del pittore Giuseppe Giani, che sin dalla giovane età lo introduce allo studio della pittura, e di Giuseppina Giani, omonima ma non parente di Giuseppe.
Dal 1881 al 1886 frequentò l'Accademia Albertina, presso la quale il padre insegnava, seguendo il corso di disegno di figura tenuto da Enrico Gamba e quello di pittura di Andrea Gastaldi. Nonostante tale formazione, molto legata alla pittura accademica e di storia, sin dalle prime opere si nota l'adesione di Giani alla corrente verista, che contraddistinguerà gran parte della sua produzione.
Per tutti gli anni Novanta il Giani si dedicò prevalentemente allo studio del paesaggio e delle popolazioni della Val d'Intelvi, luogo di origine del padre, del Biellese e della Valle d'Aosta.
Negli ultimi anni dell'800 lavorò come medaglista e incisore, realizzando numerose medaglie per i committenti e gli eventi più disparati, fra cui l'Esposizione Internazionale di Belle Arti del 1883 ed il Regno D'Italia, per il quale creò numerose decorazioni militari e medaglie commemorative, alcune delle quali sono oggi esposte al Medagliere del Museo Nazionale Romano presso le Terme di Diocleziano.
Nel 1903 partecipò per la prima volta alla Biennale di Venezia, dove continuerà ad esporre ininterrottamente fino al 1926, raccogliendo vivi apprezzamenti fra cui quelli di Enrico Thovez. 

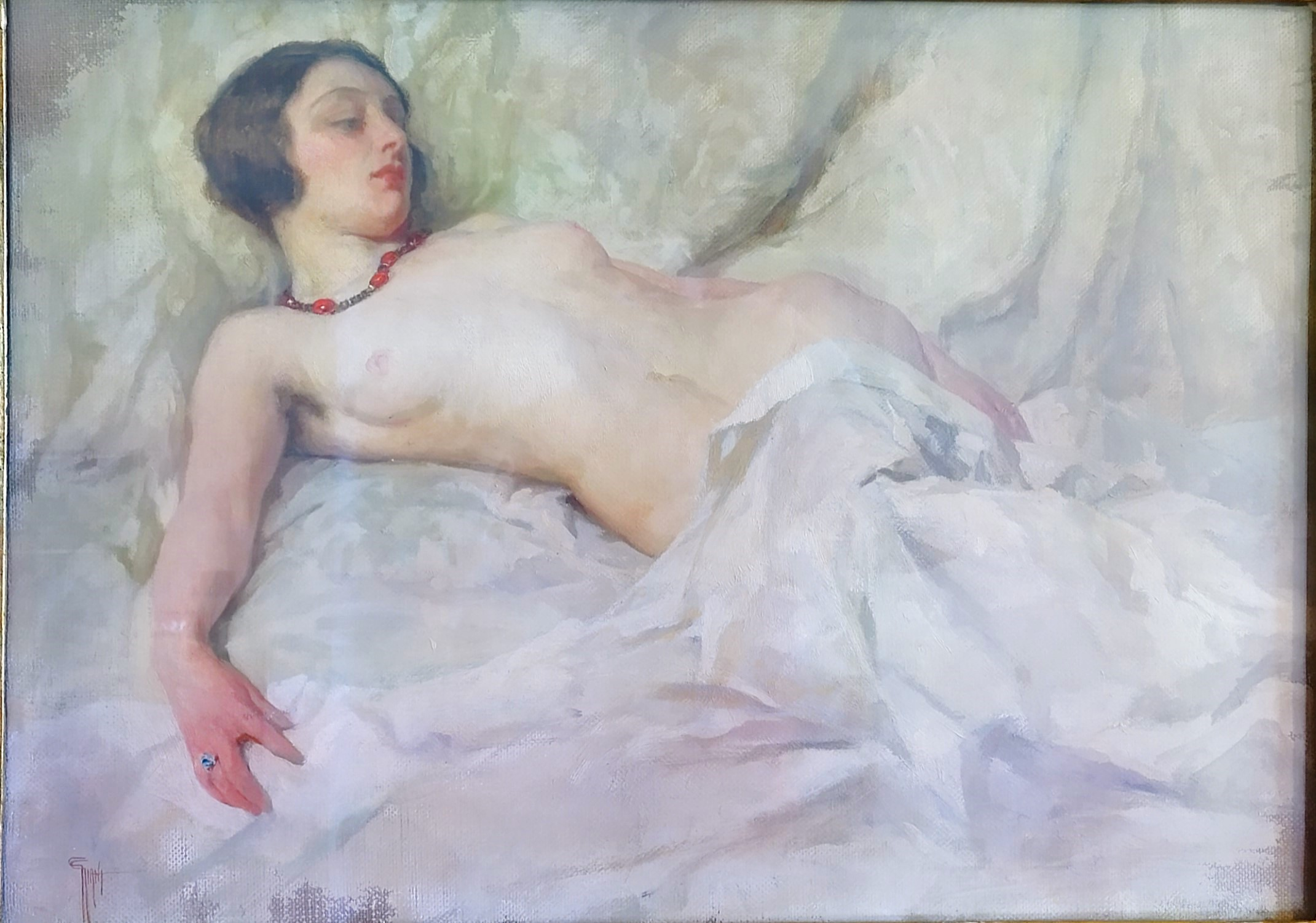
Giovanni Giani, Nudo di donna, 1910 circa, olio su tela, Collezione privata

Il successo di pubblico del pittore fu suffragato da acquisti da parte di membri della famiglia reale o personaggi noti della società torinese del tempo: la Regina Margherita nel 1906 acquistò il Mattino delle rose; nel 1919 Giovanni Agnelli, alla Promotrice torinese di quell'anno, comprò Anticamera: la casa del nonno, per il prezzo, all'epoca molto elevato, di 8500 lire.
Pur restando uno degli esponenti di maggior spicco del verismo piemontese, negli anni si avvicinò a tematiche di matrice rocaille e liberty.
Negli ultimi anni di vita divenne membro del Consiglio direttivo della Galleria Civica (oggi Galleria Civica d'Arte Moderna e Contemporanea) e presidente della Società degli artisti torinesi.
Giovanni Giani morì a Torino il 14 dicembre 1936. Nel 1938 la città di Torino, l'Accademia Albertina, la Promotrice ed il Circolo degli Artisti gli dedicarono un'ampia retrospettiva presso la Galleria Civica.

## Opere

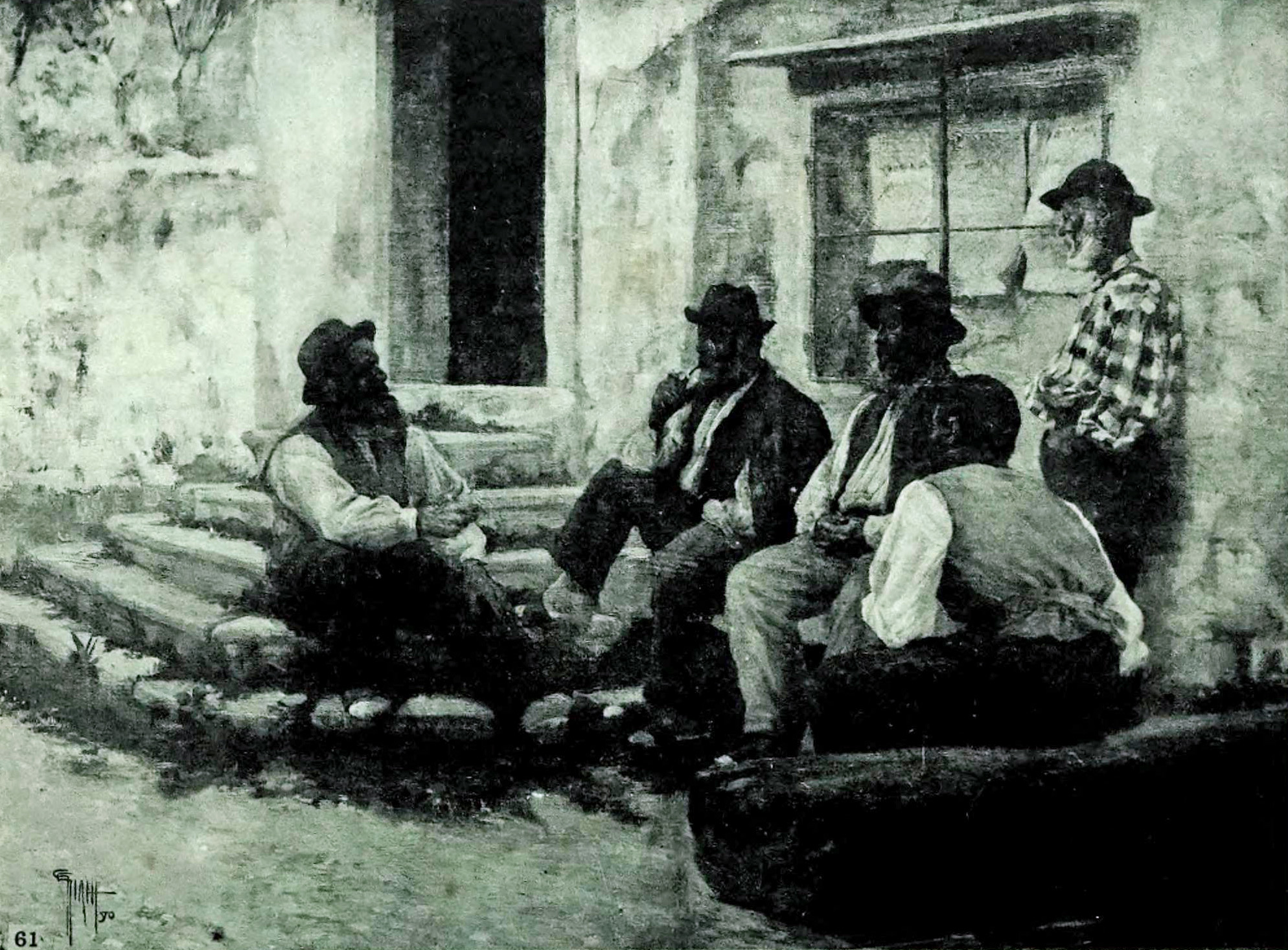
Giovanni Giani, I padri coscritti, 1891, olio su tela, Collezione privata

### Roma, Museo Nazionale Romano
- Medaglia commemorativa Tommaso di Savoia, Duca di Genova (1874)
- Medaglia commemorativa Vittorio Emanuele II, Re D'Italia (1878)
- Medaglia commemorativa breccia di Porta Pia (1895)

### Torino, Galleria d'Arte Moderna
- Battesimo a Cogne (1896)
- Farfalla Bianca (1900)

### Torino, Palazzo Carignano
- Cloe (1895)

### Torino, Palazzo Reale
- Sola (1897)

### Trieste, Museo Revoltella
- Ultima foglia (1910)